# Elecciones presidenciales de Ecuador de 2002
Las elecciones presidenciales de Ecuador de 2002 constó de dos vueltas electorales. El domingo 20 de octubre de 2002 se realizaron las elecciones presidenciales y legislativas en el Ecuador, en el caso de las presidenciales para dirimir el sucesor del presidente Gustavo Noboa, como ha sido siempre habitual desde la restauración de la democracia ecuatoriana ha sido necesaria una segunda vuelta entre los dos candidatos más votados: Lucio Gutiérrez y Álvaro Noboa.
La segunda vuelta se realizó el domingo 24 de noviembre de 2002 en la cual Lucio Gutiérrez se convirtió en el presidente de Ecuador.

## Antecedentes
Como consecuencia de la impopular administración de Jamil Mahuad, afectada gravemente por la crisis financiera de 1999, denominada como "Feriado Bancario", varias movilizaciones y protestas indígenas se dieron en Quito con los ánimos de derrocar al presidente. La "Junta de Salvación Nacional", conformada por Lucio Gutiérrez, coronel del ejército, Antonio Vargas, dirigente indígena y Carlos Solórzano, jurista, dio un golpe de Estado y tomó control del poder efímeramente para luego cederlo al entonces vicepresidente Gustavo Noboa quien gobernó hasta el final del período constitucional, ya que Mahuad había tomado asilo político en la Embajada chilena, efectivamenete abandonando el poder. Gutiérrez y los demás militares que ejecutaron el golpe fueron encarcelados, pero finalmente recibieron amnistía por parte del presidente Noboa.
Gustavo Noboa convocó a elecciones para el 2002, para lo cual se habían presentado varios reconocidas figuras políticas como candidatos. Entre los aspirantes se encontraba el finalista anterior Álvaro Noboa con partido propio, el PRIAN, el exvicepresidente León Roldós, el expresidente Rodrigo Borja Cevallos, el socialcristiano Xavier Neira y el coronel Lucio Gutiérrez, quien había formado parte de la "Junta de Salvación Nacional", creando su propio partido Sociedad Patriótica.

### Precandidaturas Retiradas

#### Presidente
| Lista                                            | Partido / Movimiento                             | Partido / Movimiento                             | Presidente           | Fecha de Retiro      | Motivo de Retiro                      |
| ------------------------------------------------ | ------------------------------------------------ | ------------------------------------------------ | -------------------- | -------------------- | ------------------------------------- |
| 6                                                |                                                  | Partido Social Cristiano                         | León Febres Cordero  | 23 de julio de 2002  | Problemas de salud                    |
| 10                                               |                                                  | Partido Roldosista Ecuatoriano                   | Víctor Hugo Sicouret | 22 de julio de 2002  | Endosa candidatura de Jacobo Bucaram  |
| 10                                               | Humberto Guillem                                 | Partido Roldosista Ecuatoriano                   |                      | 22 de julio de 2002  | Endosa candidatura de Jacobo Bucaram  |
| 10                                               | Mario Minuche                                    | Partido Roldosista Ecuatoriano                   |                      | 22 de julio de 2002  | Endosa candidatura de Jacobo Bucaram  |
| 10                                               | Jorge Marún                                      | Partido Roldosista Ecuatoriano                   |                      | 22 de julio de 2002  | Endosa candidatura de Jacobo Bucaram  |
| 10                                               | Omar Quintana                                    | Partido Roldosista Ecuatoriano                   |                      | 22 de julio de 2002  | Endosa candidatura de Jacobo Bucaram  |
| 15                                               |                                                  | Movimiento Popular Democrático                   | Luis Villacís        | 18 de agosto de 2002 | Endosa candidatura de Lucio Gutiérrez |
| 17                                               |                                                  | Partido Socialista-Frente Amplio                 | Enrique Ayala Mora   | -                    | Endosa candidatura de León Roldós     |
| Proyecto Patriótico Popular                      | Proyecto Patriótico Popular                      | Proyecto Patriótico Popular                      | José Tubón           | -                    | Rechazados por el TSE                 |
| Movimiento Revolucionario Intelectual del Pueblo | Movimiento Revolucionario Intelectual del Pueblo | Movimiento Revolucionario Intelectual del Pueblo | Jorge Donoso         | -                    | Rechazados por el TSE                 |

#### Vicepresidente
| Lista                                            | Partido / Movimiento                             | Vicepresidente   | Motivo de Retiro      |
| ------------------------------------------------ | ------------------------------------------------ | ---------------- | --------------------- |
| Proyecto Patriótico Popular                      | Proyecto Patriótico Popular                      | Humberto Marengo | Rechazados por el TSE |
| Movimiento Revolucionario Intelectual del Pueblo | Movimiento Revolucionario Intelectual del Pueblo | Arturo Zambrano  | Rechazados por el TSE |

## Candidatos a la Presidencia y Vicepresidencia
Los siguientes fueron los candidatos a Presidente y Vicepresidente inscritos oficialmente en el Tribunal Supremo Electoral. 
Se específica el partido, movimiento o alianza política que patrocinaron a los candidatos como fueron inscritos en el Tribunal Supremo Electoral, incluyendo además los partidos nacionales inscritos en el TSE que apoyaron las candidaturas, siendo estos ordenados de acuerdo al número de lista:
| Lista | Partido / Movimiento   | Partido / Movimiento                                | Presidente                           | Cargos importantes                                    | Vicepresidente                   | Cargos importantes                                                     | Eslogan                                      |
| ----- | ---------------------- | --------------------------------------------------- | ------------------------------------ | ----------------------------------------------------- | -------------------------------- | ---------------------------------------------------------------------- | -------------------------------------------- |
| 2 39  |                        | Partido Liberal Radical Ecuatoriano Movimiento META | Ivonne Juez Abuchacra de Baki (META) | Embajadora de Ecuador en Estados Unidos (1998 - 2002) | César Frixone Franco (Ind.)      | Presidente de la Cámara Nacional de la Pequeña Industria               | "Empieza tu Revolución"                      |
| 3 18  |                        | Partido Sociedad Patriótica Pachakutik              | Lucio Gutiérrez Borbúa (PSP)         | Coronel de Estado Mayor del Ejército                  | Alfredo Palacio González (Ind.)  | Ministro de Salud Pública (1994 - 1996)                                | "Una Sola Fuerza"                            |
| 6     |                        | Partido Social Cristiano                            | Xavier Neira Menéndez (PSC)          | Ministro de Industrias (1984 - 1987)                  | Álvaro Pérez Intriago (PSC)      | Alcalde de Quito (1978 - 1982)                                         | "Para recuperar el tiempo perdido"           |
| 7     |                        | PRIAN                                               | Álvaro Noboa Pontón (PRIAN)          | Presidente de la Junta Monetaria (1996 - 1997)        | Marcelo Cruz Utreras (Ind.)      | Ministro de Salud Pública (1996 - 1997)                                | "Adelante Ecuador, Adelante"                 |
| 10    |                        | Partido Roldosista Ecuatoriano                      | Jacobo Bucaram Ortiz (PRE)           | Vicepresidente del Congreso Nacional (1992 - 1993)    | Frank Vargas Pazzos (Ind.)       | Ministro de Gobierno (1996 - 1997)                                     | "Vamos Pobres"                               |
| 11    |                        | Partido Libertad                                    | César Alarcón Costta (PL)            | Historiador                                           | Universi Zambrano Romero (Ind.)  | Inspector de la Administración Pública                                 | "Para vivir con dignidad"                    |
| 12    |                        | Izquierda Democrática                               | Rodrigo Borja Cevallos (ID)          | 'Presidente de la República' (1988 - 1992)            | Eva García Fabre (Ind.)          | Directora de Estudios Económicos de la Cámara de Comercio de Guayaquil |                                              |
| 22    |                        | Movimiento Transformación Social Independiente      | Jacinto Velázquez Herrera (TSI)      | Diputado por Guayas (1979 - 1984)                     | Patricio Larrea Arroyo (Ind.)    | Arquitecto                                                             |                                              |
| 24    |                        | Movimiento Patria Solidaria                         | Osvaldo Hurtado Larrea (MPS)         | 'Presidente de la República' (1981 - 1984)            | Gloria Gallardo Zavala (Ind.)    | Asambleísta Constituyente por Guayas (1997 - 1998)                     | “Liderazgo firme y oportunidades para todos” |
| 28    |                        | Movimiento Indígena Amauta Jatari                   | Antonio Vargas Guatatuca (MIAJ)      | Presidente de la CONAIE                               | Modesto Vela Bajaña (Ind.)       | Docente de la Universidad de Guayaquil                                 |                                              |
| 40    | Binomio Roldós-Padilla | Binomio Roldós-Padilla                              | León Roldós Aguilera (Ind.)          | Vicepresidente de la República (1981 - 1984)          | Dolores Padilla Chiriboga (Ind.) | Activista social                                                       | "Valor para cambiar"                         |

## Campaña Electoral
La campaña durante las elecciones del 2002 se centró en la oferta de un cambio político y la introducción de nuevos personajes debido a las frecuentes crisis políticas y económicas que se dieron durante los gobiernos de los partidos tradicionales. Esta elección tuvo la particularidad de tener un binomio presidencial independiente, el cual recibió la lista 40 y personería jurídica, sin tener un logo. 
El resultado de la primera vuelta ha sido el más dísperso del país hasta la fecha desde la introducción del sistema del balotaje, con 6 candidatos obteniendo más del 10% de los votos. Los candidatos a la presidencia en el 2002 fueron:

### Lucio Gutiérrez - Partido Sociedad Patriótica - Pachakutik, listas 3 - 18
Lucio Gutiérrez por el Partido Sociedad Patriótica 21 de Enero en alianza con el Movimiento Plurinacional Pachakutik-Nuevo País. Gutiérrez, inmediatamente luego de su excarcelación por su participáción en el golpe a Mahuad, empezó con su campaña presidencial, forjando el Partido Sociedad Patriótica junto a varios de sus excompañeros militares.
Construyó su imagen política basándose en su participación en el golpe contra Mahuad,  distinguiéndose de los demás candidatos al no haber formado parte de los partidos políticos tradicionales, forjando una imagen mesiánica de héroe militar, utilizando siempre en sus mítines políticos su uniforme militar, recorriendo el país en una camioneta militar, gesticulando con las manos simulando una pistola, acuñando la frase: "boom boom contra los corruptos".
Gutiérrez solicitó a Pachakutik la libertad de escoger a su binomio, lo cual lo permitieron, ofreciéndole la candidatura a ciudadanos notables de la costa, aceptando Alfredo Palacio, cardiólogo guayaquileño que ejerció como ministro de salud de Sixto Durán-Ballén, al tener cercanía ideológica con el progresismo, pero rechazó afiliarse a Sociedad Patriótica o a Pachakutik, por lo que su candidatura fue independiente, auspiciada por la alianza electoral. Su eslogan de campaña fue "Una Sola Fuerza".
El coronel Gutiérrez se presentó como un candidato independiente cercano a la izquierda y a las organizaciones sociales de esta corriente como la CONAIE, Unión Nacional de Educadores, entre otros; enfocando su discurso en instaurar un cambio político profundo en el país y el fin de la corrupción en el sector público, utilizando un discurso confrontativo en contra de los políticos tradicionales, recibiendo el apoyo del Movimiento Popular Democrático, logrando el apoyo en la segunda vuelta de la mayoría de partidos de izquierda, lo cual le permitió el triunfo. En la segunda vuelta utilizó eslóganes haciendo referencia a los apellidos de los vicepresidenciables: "Con Lucio al Palacio, con Noboa a la Cruz".
Sus lemas de campaña fueron "Una Sola Fuerza", "Un Presidente para Todos", entre otros. Gutiérrez es el primer militar en ser electo presidente por votación popular desde Leónidas Plaza en las elecciones de 1912 y el primer presidente electo por una campaña de orientación política de socialismo democrático en la historia del país.

### Álvaro Noboa - PRIAN, lista 7
Álvaro Noboa, finalista en las elecciones de 1998 por el Partido Roldosista Ecuatoriano se hizo presente también con nuevo partido propio, el Partido Renovador Institucional de Acción Nacional, conocido como PRIAN, ya que este había dejado atrás al PRE al tener un quiebre su relación con el expresidente Abdalá Bucaram. 
Su campaña se centró en presentar una imagen mesiánica de corte populista, utilizando sus fundaciones para su campaña, como fueron los recorridos de las brigadas médicas de la fundación Cruzada Nueva Humanidad y sus servicios como ejemplo de como sería su gobierno, frecuentemente utilizando un discurso religioso en su campaña, además regaló camisetas, víveres, electrodomésticos, colchones y demás objetos de necesidad a la población de escasos recursos, valiéndose de su amplia fortuna, lo cual le permitió llegar a la segunda vuelta.
En la segunda vuelta se enfocó en advertir a la ciudadanía de que un triunfo de Gutiérrez significaría un triunfo del comunismo, tomando una postura más confrontativa contra su contrincante y de política activa de corte neoliberal. Fue el candidato con mayor presencia mediática y gasto electoral, utilizando cuñas musicales basadas en su eslogan "Adelante Ecuador, Adelante", las cuales continuó utilizando en sus siguientes campañas electorales.

### León Roldós - Binomio Roldós-Padilla, lista 40
León Roldós, exvicepresidente de Osvaldo Hurtado, hermano del fallecido presidente Jaime Roldós, presentado por segunda y penúltima vez como candidato y esta vez candidateado por una amplia coalición electoral que incluía al Partido Socialista-Frente Amplio, Movimiento Ciudadanos Nuevo País, Democracia Popular, Partido Unión Nacional, ex Partido Conservador Ecuatoriano y a Concentración de Fuerzas Populares (CFP), partidos de la izquierda socialista, izquierda humanista, derecha demócrata cristiana, derecha conservadora y centroizquierda populista, recibiendo críticas esta postulación por esta diversidad ideológica, siendo denominada como "La Fanesca", siendo puesta en duda su capacidad de gobernar sin la necesidad de pactos y negociaciones con los partidos que lo apoyaban, lo cual afecto en su intención de voto, quedando tercero, con una votación equitativa en todas las provincias del país.
Sus lemas de campaña fueron "Valor para cambiar", "La Fuerza del Ejemplo", entre otros.

### Jacobo Bucaram - Partido Roldosista Ecuatoriano, lista 10
Jacobo Bucaram, hermano del expresidente exiliado Abdalá Bucaram, por el Partido Roldosista Ecuatoriano. Su campaña se basó en la reivindicación de la imagen del expresidente Bucaram, siendo sus hijos Dalo, Michel, Linda y Jacobo parte activa de la campaña, teniendo como principal propuesta en consecuencia de asegurar el retorno de Abdalá. Su campaña es recordada por una más de las cuñas musicales del PRE, en esta ocasión siendo el jingle "Hijos" al son de la melodía de "La mano de Dios" interpretada por Rodrigo, cantada por los hijos del expresidente.

### Rodrigo Borja - Izquierda Democrática, lista 12
Rodrigo Borja Cevallos, expresidente de la República, por la Izquierda Democrática, quién se postuló nuevamente teniendo fuerza en Quito y las provincias serranas de Pichincha y Azuay. Al perder, Borja anunció su retiro definitivo de la política nacional. Con esta candidatura, Borja empató al excandidato a la presidencia Álvaro Noboa como la persona con más candidaturas presidenciales en la historia, con 5 por detrás de José María Velasco Ibarra como la persona con más candidaturas presidenciales en la historia, con 6.

### Xavier Neira - Partido Social Cristiano, lista 6
Xavier Neira, exministro de industrias de León Febres-Cordero Ribadeneyra como representante del tradicional Partido Social Cristiano, teniendo fortaleza en la provincia costeña del Guayas, recibiendo el apoyo del Partido Alfarismo Nacional.
Sus lemas de campaña fueron "Para recuperar el tiempo perdido", "Hay que recuperar el tiempo perdido", entre otros.

## Sondeos de intención de voto

### Primera vuelta
| Fecha      | Encuestadora         | Álvaro Noboa | Rodrigo Borja | León Roldós | Lucio Gutiérrez |
| ---------- | -------------------- | ------------ | ------------- | ----------- | --------------- |
| 30/9/2002  | Market               | 14,45%       | 16,74%        | -           | -               |
| 30/9/2002  | CEDATOS              | 17%          | 16%           | -           | -               |
| 30/9/2002  | Pérez-Pérez          | 14,92%       | 12,72%        | -           | -               |
| 30/9/2002  | Espectrum            | 16,5%        | 13,8          | -           | -               |
| 18/10/2002 | CEDATOS              | 15%          | 18%           | 14%         | 12%             |
| 19/10/2002 | Market               | -            | 14.62%        | 14.69%      | -               |
| 30/9/2002  | Informe Confidencial | 17%          | -             | -           | 18%             |

### Segunda vuelta
| Fecha     | Encuestadora         | Lucio Gutiérrez | Álvaro Noboa |
| --------- | -------------------- | --------------- | ------------ |
| 2/11/2002 | Informe Confidencial | 52%             | 22%          |

## Sondeos a boca de urna

### Primera vuelta
| Fecha      | Encuesta | Lucio Gutiérrez | Álvaro Noboa | Otros |
| ---------- | -------- | --------------- | ------------ | ----- |
| 20/10/2002 | Cedatos  | 19,10%          | 18,70%       | 62,2% |

### Segunda vuelta
| Fecha      | Encuesta | Lucio Gutiérrez | Álvaro Noboa |
| ---------- | -------- | --------------- | ------------ |
| 24/11/2002 | Cedatos  | 55,60%          | 44,40%       |

## Resultados
|  | 20.64 % |

|  | 54.79 % |

|  | 17.39 % |

|  | 45.21 % |

|  | 15.40 % |

|  | 13.97 % |

|  | 12.10 % |

|  | 11.92 % |

|  | 3.71 % |

|  | 1.74 % |

|  | 1.20 % |

|  | 1.07 % |

|  | 0.86 % |

|  | 100 % |

|  | 100 % |